# Черемишево
Череми́шево (рос. Черемишево, ерз. Черемишево) — село у складі Лямбірського району Мордовії, Росія. Входить до складу Лямбірського сільського поселення.

## Населення
Населення — 552 особи (2010; 537 у 2002).
Національний склад (станом на 2002 рік):
- татари — 98 %